# 大侦探福尔摩斯2：诡影游戏
《大侦探福尔摩斯2：诡影游戏》（英語：Sherlock Holmes: A Game of Shadows）是一部於2011年上映的动作悬疑片，为2009年的续集。影片基本上采用了第一部的原班人马，並且依然由蓋·瑞奇執導，由小勞勃·道尼、裘德·洛和瑞秋·麥亞當斯主演。影片于2011年12月15日在香港和澳门上映，12月16日在美国、英国和臺灣上映，2012年1月15日在中国上映。

## 劇情
1891年，歐洲法德兩國因为發生的一系列無政府主義爆炸襲擊而逼近戰爭邊緣，但一切的幕後黑手則是一位有權有勢的大學教授，人称“犯罪界拿破仑”的莫里亞蒂教授。而夏洛克·福爾摩斯通過跟蹤艾琳·艾德勒在倫敦化解一場針對知名外科醫生霍夫曼斯塔的炸彈襲擊後，從艾琳的手中搶走一封神秘信件，但他同時發現霍夫曼斯塔在外被毒殺身亡。
即將結婚的約翰·華生回到貝克街221B號拜訪福爾摩斯，兩人於夜晚來到一間紳士俱樂部慶祝告別單身，福爾摩斯巧遇與他的哥哥麥克羅夫特，其透漏法德兩國將會在瑞士舉行和平峰會，期间与一名吉普賽算命師—辛姆莎会面，將之前從艾琳手中搶到的信件交給她，辛姆莎發現寫信人是自己失蹤已久的哥哥瑞內。而後，福爾摩斯制止一名奉命暗殺辛姆莎的哥薩克殺手，於隔天華生婚禮結束後接到莫里亞蒂的戰書。莫里亞蒂透漏艾琳已被他毒殺致死後，甚至聲言他已派人去刺殺華生和他的新婚妻子瑪麗，福爾摩斯在悲憤下聲言一定會贏過他。
莫里亞蒂派軍隊襲擊了華生和瑪麗的新婚蜜月火車，福爾摩斯偽裝上車後救他們夫妻倆，但也被迫將瑪麗推出火車、將她安頓給麥克羅夫特。由於雙方生命受威脅，華生再次和福爾摩斯合作破案，兩人到達巴黎附近村莊找到辛姆莎。福爾摩斯供述她哥哥瑞內在為莫里亞蒂賣命，通過她所收到的寄件紙張追查到一間法國無政府組織的酒窖。辛姆莎帶他們倆去見組織領導人—克勞德·哈瓦西。哈瓦西稱他家人受莫里亞蒂要挾而只能服從他去製造恐怖襲擊，最後聲言他放置了最後一顆炸彈後舉槍自殺。福爾摩斯推測炸彈放置在上演歌劇《唐璜》的巴黎歌劇院舞台，但去了以後發現舞台空無一物，並突然想起他之前進酒窖前曾和真正的炸彈擦肩而過，其真正用途是要炸附近的凱旋門大酒店。由於推理錯誤，酒店宴會被炸毀，赴宴的歐洲商業峰會人士全部喪生。
受害者中的峰會首腦—阿爾佛雷德·麥哈德是知名軍火商，福爾摩斯發現唯獨只有他是死於頭部狙擊，推測莫里亞蒂通過爆炸掩蓋針對他的謀殺，除了掌控其軍火勢力以外，還進一步將法德兩國和平逼向危機；而行兇的狙擊手則是前英國陸軍上校兼頭號狙擊手—賽巴斯丁·莫蘭，他目前也成為莫里亞蒂的心腹大將。福爾摩斯和華生在辛姆莎等人的幫助下，成功越過山頭邊界到達麥哈德位於海爾布隆的大型軍火工廠；其如今被莫里亞蒂接管。華生受令去發一通電報給麥克羅夫特，福爾摩斯自行潛入工廠調查，發現軍火庫中所有的軍火即將運往歐洲各國，調查時被莫蘭的一對雙胞胎手下擒獲。
莫里亞蒂審問福爾摩斯發的電報去處，利用鐵鈎吊其肩膀進行拷打，而福爾摩斯證實莫里亞蒂企圖引發一場世界大戰來功名利祿並牟取暴利。華生到工廠深處受莫蘭的狙擊槍埋伏，在無路可走下啟動大型火炮轟毀燈塔，進而砸毀兩者所在的拷問室。華生營救福爾摩斯後拿武器逃亡，莫蘭等其他工廠士兵開始追趕他們。福爾摩斯與華生逃跑途中殺死雙胞胎部下，但注意到一人陣亡時、其兄弟卻完全不理不睬；他們倆由此發現這極不尋常。所有人穿越槍林彈雨逃上通往瑞士的火車，但除了福爾摩斯等人上火車得救以外，其余吉普賽人全部喪生。衆人一下火車立刻希望麥克羅夫特能停止這次峰會，但麥克羅夫特說為了避免戰爭而已別無他法，而衆人只好束手無策地進入峰會舉辦場地——位於萊辛巴赫瀑布上方的萊辛巴赫城堡。
晚宴時，福爾摩斯推論莫里亞蒂企圖通過瑞內暗殺一位總理來引發戰爭，華生想起之前的霍夫曼斯塔醫生剛好就是整形醫師，瑞內則是接受整形手術把其臉龐整形並掉包成一名大使而進行暗殺；而雙胞胎部下則是實驗對象之一。福爾摩斯把找瑞內的事情交給華生和辛姆莎，自己一人獨自前往陽台跟莫里亞蒂對決快棋。華生故意引發“意外行爲”輕易識破出裝扮成大使的瑞內，即使辛姆莎上前勸阻，瑞內依然在最後一刻拿出手槍進行射擊，但被華生和辛姆莎聯手阻止。瑞內被士兵帶走後被莫蘭發射的毒箭射中，辛姆莎只能眼睜睜看著瑞內毒死在她面前。福爾摩斯認爲戰爭已避免，但莫里亞蒂卻認爲即使計畫沒成功，世界沒過多久就會自行打響戰爭，聲言福爾摩斯所做的一切與犧牲頂多是緩兵之計。
莫里亞蒂認爲大獲全勝而沈浸在喜悅中，但福爾摩斯卻透漏他已經趁工廠拷問時、拿到莫里亞蒂一向隨身攜帶的小記事本；其記載莫里亞蒂的所有藏錢賬戶。記事本如今托辛姆莎的夥伴帶回倫敦、轉交給雷斯垂特督察，把莫里亞蒂的财产一一查扣。發現本子被掉包後，莫里亞蒂惱羞成怒下和福爾摩斯進行最終決戰。两人开始心理战，预测对方战术，但莫里亚蒂占了上风。在预测结果对自己不利后，福尔摩斯決定拼死一搏，把莫里亞蒂鈎住跳下陽台，兩人雙雙落入萊辛巴赫瀑布。
華生親眼目睹福爾摩斯與莫里亞蒂掉入瀑布，每次警方尋找兩人屍體都以失敗告終。福爾摩斯的葬禮辦完後，華生爲福爾摩斯寫了一篇文章，也打算再度與妻子重新度假。但走前卻收到一個包裹，裏面是一個福爾摩斯使用過的呼吸器。華生由此認爲他肯定還活著，于是走出去問瑪麗是誰送的包裹。但當華生離開辦公室後，福爾摩斯卻突然從華生的沙發上現身，偷偷的在他寫好的文章結尾“The End”后面加了一個問號。

## 演員
| 演員                           | 角色                                   | 備註                                                                        |
| 小勞勃·道尼 Robert Downey Jr.  | 夏洛克·福爾摩斯 Sherlock Holmes        | 一名波希米亞的科學家及偵探。                                                |
| 裘德·洛 Jude Law               | 約翰·華生 Dr. John Watson              | 福爾摩斯的夥伴及密切的朋友，也是外科醫生和第二次英國-阿富汗戰爭的退役軍人。 |
| 瑞秋·麥亞當斯 Rachel McAdams   | 艾琳·艾德勒 Irene Adler                | 來自新澤西州的美國致命女郎，兩度智取了福爾摩斯。                            |
| 傑瑞德·哈里斯 Jared Harris     | 詹姆斯·莫里亞蒂教授 Professor Moriarty | 有權有勢的大學教授，福爾摩斯的敵人。                                        |
| 凱莉·雷利 Kelly Reilly         | 瑪麗·摩斯坦·華生 Mary Morstan-Watson   | 華生的女友。                                                                |
| 艾迪·馬森 Eddie Marsan         | 雷斯垂德探長 Inspector Lestrade        | 蘇格蘭場的調查員。                                                          |
| 娜歐蜜·瑞佩斯 Noomi Rapace     | 辛姆莎·海隆夫人 Madame Simza Heron     |                                                                             |
| 史蒂芬·佛萊 Stephen Fry        | 麥克羅夫特·福爾摩斯 Mycroft Holmes     | 福爾摩斯的哥哥。                                                            |
| 潔拉汀·詹姆斯 Geraldine James  | 哈德遜夫人 Mrs.Hudson                  | 福爾摩斯的房東。                                                            |
| 保羅·安德森 Paul Anderson      | 賽巴斯丁·莫蘭 Sebastian Moran          |                                                                             |
| 法蒂瑪·阿杜姆 Fatima Adoum     | 吉普賽人 Gypsy                         |                                                                             |
| 阿菲福·班·巴卓 Affif Ben Badra | 塔瑪斯 Tamas                           |                                                                             |
| 提艾里·紐維 Thierry Neuvic     | 克勞德·哈瓦西 Claude Ravache           |                                                                             |

## 制作
本片改编于亞瑟·柯南·道爾的《最后一案》，故事发生于首部故事结束的一年后，并且剧情与首部无关。
2010年10月，主演在伦敦西南部的Richmond Park拍摄武打戏。10月租用了PS Waverley汽船。11月中旬，在Didcot Railway Centre設置了大型绿幕，并在那里拍摄了许多动作场面。11月下旬，在伍斯特郡横跨塞文河的維多利亞橋（Victoria Bridge）拍摄。2011年1月，在位于泰晤士河畔里士满区的漢普敦宮拍摄。2011年9月，又在格林尼治的旧皇家海军学院拍摄。
2011年2月早期，剧组到法国的斯特拉斯堡进行了两天的拍摄，拍摄地包括斯特拉斯堡主教座堂周围和内部。

## 评价
媒体综评49分，这比第一部57分的媒体综评要低；烂番茄新鲜度61%；Yahoo影评人评分B，观众评分A-，肯定的声音多于批评的。观点有：“导演一如预期地加入大量枪战与肉搏戏来满足动作爱好者的需求，快慢镜头的切换再现当年暴力美学的华彩”，“续篇顺利继承前作的特点，不过更加宏大、更加优秀、更加有趣”，“鉴于上一部影片的成功经验，盖·里奇在系列第二部中进行了更加超前和时髦的解读，而大量的枪战、爆炸、动作元素的烘托，也让本片足够娱乐”。

## 票房
美国首周末三天收获4002万美圆名列第一。
| 上一届： 《大魔术师》 | 2012年中国一周票房冠军 第3周（1月16日-1月22日） | 下一届： 《碟中谍4》 |

## 續集
華納兄弟公司已於2011年10月宣布開始製作續集《福尔摩斯3》。2018年5月，華納兄弟表示該續集將會在2020年的聖誕節期間上映，由克里斯·布蘭卡托撰寫劇本，而小勞勃·道尼和裘德·洛都將各自回歸出演福爾摩斯和華生的角色，據外媒報導，強尼戴普和安柏赫德的官司嚴重影響他的事業，自己主演多年的《神鬼奇航》以及《怪獸與葛林戴華德的罪行》都無法再續約。然而多年好友小勞勃道尼不畏流言伸出援手，邀請強尼演出他和妻子投資的福爾摩斯3。
。